# Кузьминский (посёлок)
Кузьми́нский — посёлок в Знаменском районе Тамбовской области России. Административный центр Кузьминского сельсовета.

## История
В советское время в посёлке действовал совхоз «Кузьминский». В 2005 году постановлением Правительства РФ посёлок совхоза «Кузьминский» переименован в Кузьминский.

## Население
| 2010 |
| ---- |
| 448  |

## Улицы
| - ул. Высотная, - ул. Набережная, - ул. Новая, | - ул. Новосёлов, - ул. Центральная, - ул. Школьная. |